# Beyren
Pour les articles homonymes, voir Beyren-lès-Sierck et Beyren (ruisseau).
Beyren est un village et une section de la commune luxembourgeoise de Flaxweiler situé dans le canton de Grevenmacher.